# Universidad del Bío-Bío
La Universidad del Bío-Bío es una institución de educación superior chilena, de carácter estatal, ubicada en las regiones del Biobío y Ñuble, con sedes en Concepción y Chillán. Es una de las cuarenta y cinco universidades del Consejo de Rectores de las Universidades Chilenas, y miembro de la Agrupación de Universidades Regionales de Chile.
Actualmente se encuentra acreditada por la Comisión Nacional de Acreditación (CNA-Chile) por un período de 5 años (de un máximo de 7), desde enero de 2025 hasta enero de 2030.Figura en la posición 25 dentro de las universidades chilenas según la clasificación webométrica SCImago Institutions Rankings (SIR) 2024.Está en la posición 28 según el ranking de Webometrics 2024. Está en la posición 13-20 a nivel nacional en el QS Rankings 2024.Está en la posición 17-28 a nivel nacional en el ranking Times Higher Education 2024.

## Historia
Los orígenes de la UBB se remontan al año 1947 cuando, producto de la Reforma Universitaria y de la aplicación de la teoría de los polos de desarrollo, las universidades tradicionales crean un sistema de sedes a lo largo del país. Nacieron así en la Región del Bío-Bío, las sedes de la Universidad Técnica del Estado y de la Universidad de Chile en Chillán (Sede Ñuble) en 1966.
En 1981, el sistema universitario chileno cambia radicalmente. La Sede Ñuble de la Universidad de Chile se convierte en el Instituto Profesional de Chillán (IPROCH), y la Sede Concepción de la Universidad Técnica del Estado (UTE) se transforma en la «Universidad de Bío-Bío», ya que en ella se impartía la carrera de arquitectura, una de las doce definidas entonces como universitarias.
Posteriormente, mediante la Ley N. 18 744, publicada el 29 de septiembre de 1988 en el Diario Oficial, se crea la «Universidad del Bío-Bío», a partir de la integración de la Universidad de Bío-Bío (ex Universidad Técnica del Estado UTE de Concepción) y el Instituto Profesional de Chillán. Al momento de su creación, la UBB contaba con cuatro mil 300 alumnos. Hoy su matrícula supera los diez mil estudiantes, distribuidos en las 39 carreras de pregrado y 2 programas de Bachillerato(distribuidos en las sedes de Concepción y Chillán), que imparte a través de seis Facultades: de Arquitectura, Construcción y Diseño; de Ingeniería; de Ciencias; de Ciencias Empresariales; de Educación y Humanidades; y de Ciencias de la Salud y de los Alimentos.
La estructura orgánica de la Universidad considera seis Direcciones Generales: Dirección General de Análisis Institucional, Dirección General de Géneros y Equidad, Dirección General de Planificación y Estudio, Dirección General de Comunicación Estratégica, Dirección General de Jurídica y Dirección General de Relaciones Institucionales.
De esta forma, gracias al legado de sus instituciones madre -cuyas raíces históricas son las Escuelas Industrial de Chillán y Agrícola de Concepción- y al constante crecimiento experimentado desde su génesis, actualmente la UBB ocupa un destacado lugar entre las instituciones de educación superior del país, en especial en relación con sus congéneres, las universidades autónomas derivadas. El contenido de la historia aparece en www.ubiobio.cl y su uso está autorizado por: Víctor A. Ceballos Muñoz (Unidad de Imagen Institucional y Web, Prorrectoría de la Universidad del Bío-Bío).
Su actual rector es el contador auditor Benito Umaña Hermosilla.

## Dirección Central

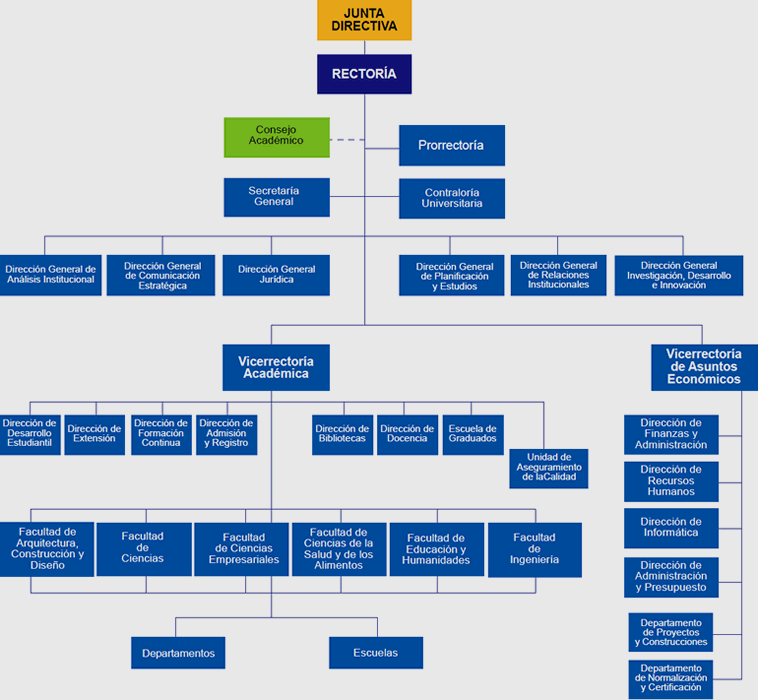
Organigrama UBB

La dirección central se organiza por los siguientes organismos.
- Honorable Junta Directiva

Es el máximo cuerpo colegiado de la universidad. Sus principales atribuciones son, entre otras, fijar la política global de desarrollo de la corporación y los planes de mediano y largo plazo; aprobar el presupuesto anual de la Universidad y sus modificaciones, las plantas personal y sus modificaciones, y las normas con arreglo a las cuales se fijarán las remuneraciones; aprobar la estructura orgánica de la Universidad y sus modificaciones que sean compatibles con el Estatuto.
La Honorable Junta Directiva está integrada por nueve directores designados en igual número, por el presidente de la República, el Consejo Académico y la propia Junta de entre graduados o titulados universitarios distinguidos y relacionados con las actividades de la región.
- Rectoría

Es la unidad de gobierno superior encargada de dirigir, promover y coordinar la actividad de la Universidad. Además, al Rector le corresponde, entre otras funciones, administrar los bienes de la Corporación, velar por el cumplimiento del Estatuto y reglamentación orgánica y representar a la Universidad legal, judicial y extrajudicialmente.
La universidad ha tenido diversos rectores los cuales se han caracterizado por la duración de cada periodo
| Período   | Rector                       |
| --------- | ---------------------------- |
| 1990-1994 | Roberto Goycoolea            |
| 1994-1998 | Roberto Goycoolea            |
| 1998-2002 | Hilario Hernández Gurruchaga |
| 2002-2006 | Hilario Hernández Gurruchaga |
| 2006-2010 | Héctor Gaete Feres           |
| 2010-2014 | Héctor Gaete Feres           |
| 2014-2018 | Héctor Gaete Feres           |
| 2018-2022 | Mauricio Cataldo Monsalves   |
| 2022-2026 | Benito Umaña Hermosilla      |

- Prorrectoría

Es la unidad superior que, después de Rectoría, tiene labores de coordinación en el desarrollo y gestión de los asuntos académicos y administrativos de la Universidad, sin perjuicio de otras que el Rector le encomiende. Asimismo, le corresponde dirigir la gestión administrativa de la sede Chillán.
- Vicerrectoría Académica

Desarrolla, administra y coordina los asuntos académicos de la Universidad. Para ello cuenta, entre otras unidades, con la Dirección de Docencia, Dirección de Postgrado, Dirección de Desarrollo Estudiantil, Dirección de Bibliotecas, Dirección de Admisión y Registro Académico y facultades.
- Vicerrectoría de Asuntos Económicos

Ejecuta la política administrativa y financiera de la Corporación, para un eficiente funcionamiento de sus actividades académicas. La Vicerrectoría de Asuntos Económicos para realizar su labor cuenta con la Dirección de Informática, Dirección de Finanzas y Administración, Dirección de Recursos Humanos y la Dirección de Administración y Presupuesto.
- Secretaría General

Actúa como ministro de fe y vocero oficial de la Universidad y, en la tal calidad, le corresponde el cuidado, archivo y custodia de los documentos universitarios, la emisión de los documentos en que conste un título o grado otorgado por la Universidad, la suscripción de documentos y el desempeño de todas las demás funciones inherentes al cargo o las que reglamentos determinen.
- Contraloría Universitaria

Ejerce el control de la legalidad de los actos de las autoridades de la Corporación, fiscaliza el ingreso y uso de los fondos y examina las cuentas de las personas que tengan a su cargo los bienes de la misma. Además, desempeña las otras funciones que se señalan en las ordenanzas y reglamentos respectivos, sin perjuicio de las facultades que conforme a las leyes le corresponden a la Contraloría General de la República.
- Dirección General de Géneros y Equidad

Es una unidad dependiente de Rectoría. Tiene el rol de promover el trato igualitario en materia de sexo y género al interior de la Universidad. Además, busca abordar oportunamente situaciones de acoso, violencia y discriminación por razones de sexo género en contexto universitario, por medio de políticas transversales.La actual directora es Alicia Hermosilla.

## Sedes y Campus

### Sede Concepción

#### Campus Concepción
Ubicado al oeste de la ciudad de Concepción, en avenida Collao 1202, es la casa central de la Universidad del Bío-Bío. Con una superficie de 245.639 m², aquí están emplazados tanto la Rectoría, la administración central y las facultades de Ingeniería, Ciencias Básicas, Arquitectura, Construcción y Diseño, además de varias escuelas.

### Sede Chillán

#### Campus La Castilla

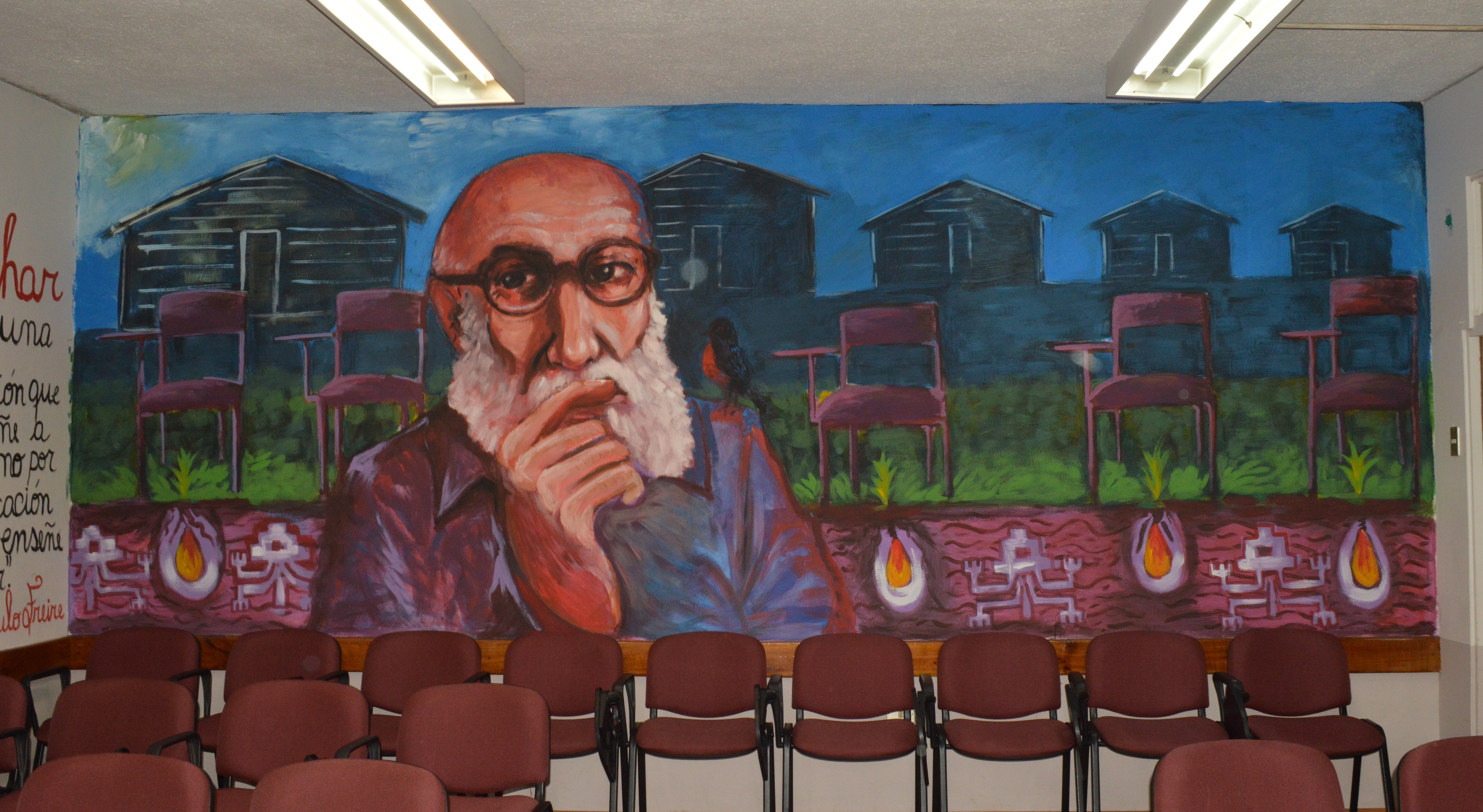
Mural de Paulo Freire en sala de Campus La Castilla

En la ciudad de Chillán se ubica también el Campus La Castilla, ubicado al suroeste de la ciudad, en la intersección de las avenidas La Castilla con Avenida Brasil. Aquí se encuentra la Facultad de Educación y Humanidades, reconocida por su labor en la investigación y formación de calidad de docentes. Hasta 2011, en el Campus se encontraba la Facultad de Ciencias Empresariales (FACE), la cual fue cambiada hacia el Campus Fernando May de la misma ciudad.

#### Campus Fernando May

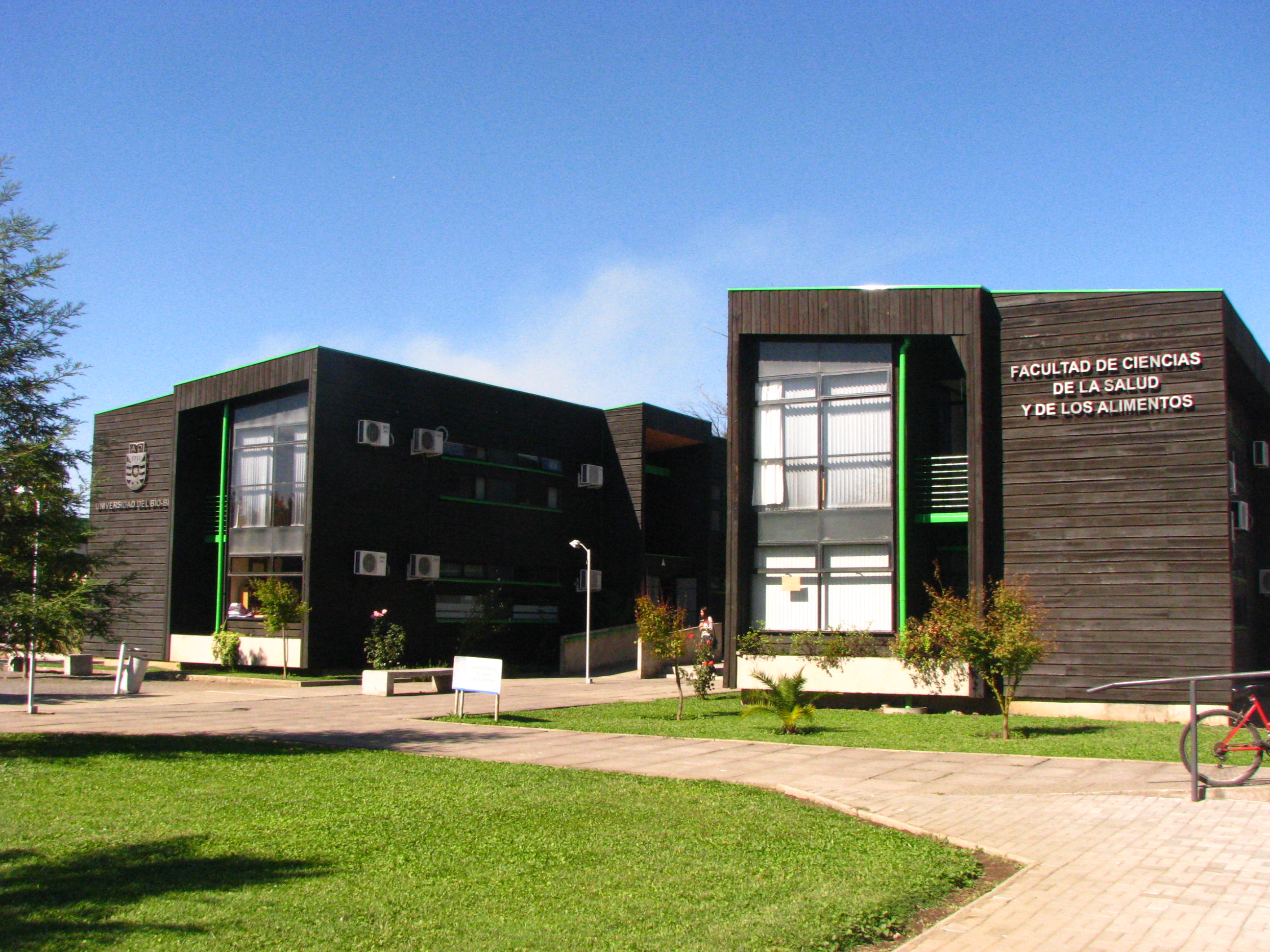
Facultad de Ciencias de la Salud y de Alimentos (FACSA)

El área de este segundo campus ubicado en Chillán fueron una donación de Fernando May Colvin, lo que correspondía a una parte del antiguo fundo El Mono que pertenecía a su padre, el agricultor francés Fernando May (de ahí el nombre actual del campus). Fernando May Colvin, su hijo, lo es además de la afamada escultora Marta Colvin Andrade. Aquí se encuentran la Facultad de Ciencias de la Salud y de los Alimentos (FACSA), la Facultad de Ciencias Empresariales (FACE), la Facultad de Ciencias (FACI), la Facultad de Educación y Humanidades (FEDUH) y la Facultad de Arquitectura, Construcción y Diseño (FARCODI).

## Infraestructura

### Red de Bibliotecas
El Sistema de Bibliotecas de la Universidad del Bío-Bío, está conformado por cinco unidades de información estructuradas en más de 5000 m² y distribuidas en las ciudades de Concepción, Chillán y Los Ángeles. Posee material bibliográfico acorde a las áreas de las carreras que imparte la universidad, constituyéndose en una colección, que al día 11 de julio de 2018, consta de 119.454 volúmenes de libros y tesis y 58.540 ejemplares de revistas impresas. También dispone de equipamiento tecnológico como notebooks, calculadoras científicas, punteros láser, para uso de estudiantes. Dispone de 2500 m² de confortables ambientes que complementan las actividades académicas y desarrollo personal de nuestros estudiantes, como salas de estudio, salas multipropósito, salas de conferencias y reuniones cuyos horarios continuados, responden a las necesidades de espacios favorables para el proceso de enseñanza-aprendizaje. Cuenta con los títulos y correspondientes ejemplares, de la bibliografía básica y complementaria de los programas de asignaturas de las carreras que imparte la universidad; como también con una colección de libros de formación integral y de interés general cuya compra es sugerida por nuestros estudiantes, a través del Programa de Atención Preferencial al Estudiante.Todas las bibliotecas de la universidad gestionan sus procesos mediante el Sistema Integrado de Gestión de Bibliotecas (SIBUBB).
- Biblioteca Hilario Hernández Gurruchaga

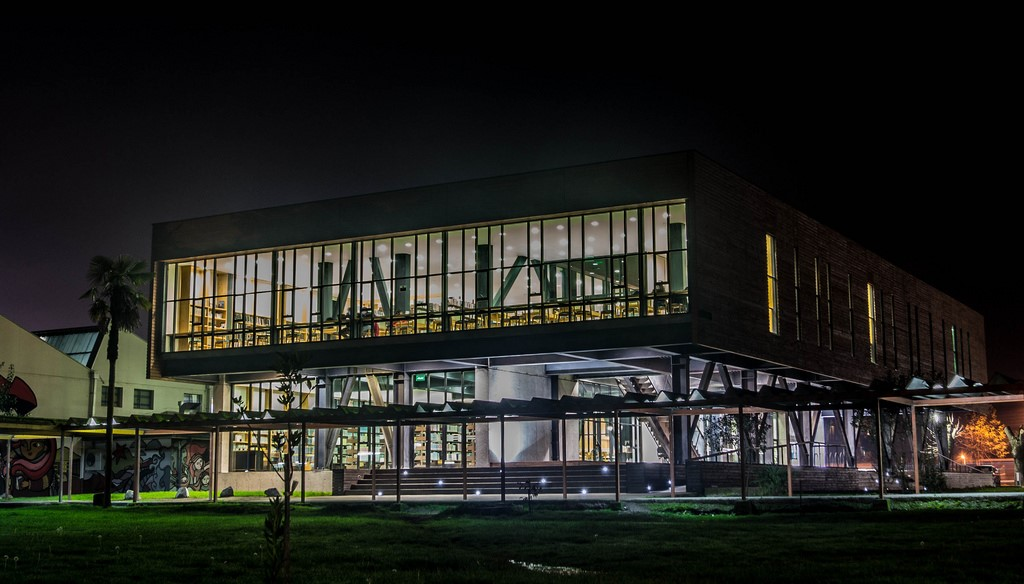
Biblioteca Universidad del Bío-Bío

Lleva su nombre en honor a uno de los rectores más queridos y destacados que ha tenido la Universidad. Inaugurado el año 2011 este edificio se localiza en el centro del Campus Concepción de la Universidad del Bío-Bío, ubicado al oeste de la ciudad de Concepción, caracterizada por su condición lluviosa e industrial, pero también con un germen cultural y emprendedor. La obra se instala en una posición contigua a la avenida Collao que colinda el campus, y pretende enmarcar un nuevo acceso principal a la Universidad. Con una situación privilegiada con respecto a la anterior biblioteca central de la institución, localizada más al interior del campus, en un edificio bajo inundado el año 2006, perdiendo buena parte de su colección. Esta pérdida motivó la ejecución de este nuevo edificio, exigiéndole una cota base superior, junto con la ubicación de la colección en niveles superiores.  El edificio anterior, proyectado por el premio Nacional de Arquitectura y exrector de la institución Roberto Goycoolea Infante, era bastante valorado por su amplia planta libre, por su delicada construcción metálica modular y por los pequeños patios interiores que acompañaron la gestación de la universidad. El mismo arquitecto había erigido (junto con Emilio Duhart) la Biblioteca Central de la Universidad de Concepción, de una mayor dimensión, contando también con un gran volumen exento que contiene el espacio central de la institución, constituyéndose entonces como un símbolo de albergue intelectual. Esta nueva biblioteca, de menor magnitud y función, está convocada a asumir un rol más público y urbano, a la vez de apoyar a la institución en su desarrollo académico y en la vinculación con nuevos medios de conocimiento, que han generado una transformación de estas entidades culturales en los últimos años. Es así como la acción formal de volumen simbólico, también remite en su postura longitudinal a extender la vista desde el borde de la ciudad hacia el interior del campus, como una señal de la institución, apoyando su vinculación social. En la escala más próxima, aparece el retraimiento público del primer.
- Biblioteca La Castilla

Ubicada en el Campus La Castilla esta es una de las dos biblioteca de la Universidad de la sede Chillán.
- Biblioteca Fernando May

Esta es la segunda biblioteca ubicada en la ciudad de Chillán que pertenece a la universidad.

## Himno de la Universidad
La escritura de los versos estuvo a cargo de Germán Becker Ureta y la musicalización por parte de Vicente Bianchi Alarcón.

I
El saber es torrente que fluye
su caudal no se agota jamás,
es la luz tras la sombra que huye
es el sol de mi Universidad.
II
En tu nombre hay nostalgia y futuro,
poesía, historia y verdad,
Bío-Bío camino seguro,
Bío-Bío mi Universidad.
Coro
Juventudes que cruzan las puertas
en hermosa y alegre hermandad,
mantengamos las almas abiertas
nos lo pide la Universidad.
III
Bío-Bío que horadas la roca
con antiguo y eterno cincel
son tus aguas que sacian mi boca,
fuente pura de todo saber.
IV
En las verdes florestas sureñas,
florecidas en lluvia y sol,
nuestros pechos detentan tu enseña,
ellos sean escudo y crisol.
Coro
Juventudes que cruzan las puertas
en hermosa y alegre hermandad,
mantengamos las almas abiertas
nos lo pide la Universidad.

## Facultades y Departamentos
La Universidad del Bío-Bío cuenta con 6 facultades las cuales a su vez están organizadas por diversos departamentos.
| Facultad                                                    | Ciudades             | Departamentos                                                              |
| ----------------------------------------------------------- | -------------------- | -------------------------------------------------------------------------- |
| Facultad de Arquitectura, Construcción y Diseño (FARCODI)   | Concepción y Chillán | Departamento de Diseño y Teoría de la Arquitectura                         |
| Facultad de Arquitectura, Construcción y Diseño (FARCODI)   | Concepción y Chillán | Departamento de Planificación y Diseño Urbano                              |
| Facultad de Arquitectura, Construcción y Diseño (FARCODI)   | Concepción y Chillán | Departamento de Ciencias de la Construcción                                |
| Facultad de Arquitectura, Construcción y Diseño (FARCODI)   | Concepción y Chillán | Departamento de Comunicación Visual                                        |
| Facultad de Arquitectura, Construcción y Diseño (FARCODI)   | Concepción y Chillán | Departamento de Arte y Tecnologías del Diseño                              |
| Facultad de Ciencias                                        | Concepción y Chillán | Departamento de Matemática                                                 |
| Facultad de Ciencias                                        | Concepción y Chillán | Departamento de Física                                                     |
| Facultad de Ciencias                                        | Concepción y Chillán | Departamento de Química                                                    |
| Facultad de Ciencias                                        | Concepción y Chillán | Departamento de Ciencias Básicas                                           |
| Facultad de Ciencias                                        | Concepción y Chillán | Departamento de Estadística                                                |
| Facultad de Ciencias Empresariales (FACE)                   | Concepción y Chillán | Departamento de Administración y Auditoría                                 |
| Facultad de Ciencias Empresariales (FACE)                   | Concepción y Chillán | Departamento de Sistemas de Información                                    |
| Facultad de Ciencias Empresariales (FACE)                   | Concepción y Chillán | Departamento de Gestión Empresarial                                        |
| Facultad de Ciencias Empresariales (FACE)                   | Concepción y Chillán | Departamento de Economía y Finanzas                                        |
| Facultad de Ciencias Empresariales (FACE)                   | Concepción y Chillán | Departamento de Ciencias de la Computación y Tecnologías de la Información |
| Facultad de Ciencias de la Salud y de los Alimentos (FACSA) | Chillán              | Departamento de Ingeniería en Alimentos                                    |
| Facultad de Ciencias de la Salud y de los Alimentos (FACSA) | Chillán              | Departamento de Nutrición y Salud Pública                                  |
| Facultad de Ciencias de la Salud y de los Alimentos (FACSA) | Chillán              | Departamento de Enfermería                                                 |
| Facultad de Ciencias de la Salud y de los Alimentos (FACSA) | Chillán              | Departamento de Ciencias de la Rehabilitación en Salud                     |
| Facultad de Educación y Humanidades                         | Chillán              | Departamento de Artes y Letras                                             |
| Facultad de Educación y Humanidades                         | Chillán              | Departamento de Ciencias de la Educación                                   |
| Facultad de Educación y Humanidades                         | Chillán              | Departamento de Ciencias Sociales                                          |
| Facultad de Educación y Humanidades                         | Chillán              | Departamento de Estudios Generales                                         |
| Facultad de Ingeniería                                      | Concepción           | Departamento de Ingeniería Eléctrica y Electrónica                         |
| Facultad de Ingeniería                                      | Concepción           | Departamento de Ingeniería Industrial                                      |
| Facultad de Ingeniería                                      | Concepción           | Departamento de Ingeniería en Maderas                                      |
| Facultad de Ingeniería                                      | Concepción           | Departamento de Ingeniería Mecánica                                        |
| Facultad de Ingeniería                                      | Concepción           | Departamento de Ingeniería Civil y Ambiental                               |

## Cultura
La universidad en una constante búsqueda para que sus estudiantes, docentes y gente externa a esta se relacionen con las artes ha promovido y financiado diferentes grupos, talleres e infraestructura para que se desarrollen actividades de toda índole ligadas al arte.

### Talleres
Para que los estudiantes adquieran habilidades motrices, interpersonales y de sensibilidad a las artes la universidad a incluido en sus mallas diversos talleres a elección los cuales son:
| - Teatro - Pintura al óleo - Apreciación artística - Fotografía - Música y producción musical | - Artes gráficas y estampación - Cerámica y conservación de identidad - Folklore - Cueca - Lectura crítica y expresión creativa |

### Equipamiento
Para el desarrollo de los talleres o cualquier aspecto ligado a las artes se disponen de los siguientes espacios.

#### Espacio 1202
Espacio 1202, es un multiespacio cultural destinado a la creaciones propiciadas por los estudiantes de la Universidad del Bío-Bío.
En él se desarrollan actividades artísticas como ensayos teatrales, prácticas musicales, danza, exposiciones e instalaciones de obras pictóricas.
Espacio 1202 se encuentra ubicado al interior de la Universidad del Bío-Bío, entre el Edificio de la DDE y el Aula Magna UBB y puede ser utilizado por todos los alumnos regulares UBB, previa coordinación y reserva de hora en la secretaría del Departamento de Arte, Cultura y Comunicación UBB.

#### Sala de Teatro
La Sala de Teatro de la Universidad del Bío-Bío se ubica al interior de la Universidad, Campus Concepción, en ella se realizan los ensayos y reuniones grupales en torno a acciones relacionadas con el Teatro Estudiantil UBB.

#### Sala de Pintura y Grabado
La Sala de Pintura y Grabado, son parte de las instalaciones con más historia del departamento de Arte, Cultura y Comunicación, en ellas funcionan los Talleres de Pintura al óleo y Taller de Grabado y Estampación.
Esta sala se caracteriza por poseer dos ambientes en los cuales se desarrollan las actividades y se encuentra equipada con trípodes para pinturas, materiales para desarrollar los talleres y una prensa de grabado.
Durante el desarrollo del taller los alumnos puedes circular de manera libre por las salas, comentando y observando los trabajos de sus compañeros lo cual fomenta el trabajo colaborativo.

### Tuna estudiantil
La Tuna universitaria de la UBB nació el 16 de julio de 2000, con solo cuatro integrantes que con más sueños y esperanzas que compañía sembraron la semilla de esta centenaria tradición universitaria, proveniente de la España del siglo XV, para algunos estudiosos la Tuna proviene del siglo XIII, cuando los estudiantes pobres cantaban para juntar algún dinero, luego estas Estudiantinas Españolas se transformarían en grupos de músicos de serenatas y pícaras Rondallas que cantaban a los balcones de las jóvenes de la época. En América llegan en el siglo XVII con los colonizadores y hasta ahora se mantienen vigentes en toda Latinoamérica, aun cuando han cambiado las canciones, todavía se mantienen algunos temas centenarios de las Islas Canarias y del propio Madrid.
la Tuna UBB cuenta con 14 integrantes, 11 Tunos y 3 Pardillos que con el propósito de mantener la vigencia de los valores básicos de las Tunas, tales como la Humildad, la Caballerosidad, el Esfuerzo y la Hidalguía del estudiante universitario, y vistiendo sus capas y trajes del Medioevo y del renacimiento la Tuna UBB, cinco siglos después, recorre las calles de la ciudad de Concepción cantando, alegrando y cortejando a las jóvenes penquistas. En estos 14 años han participado en encuentros locales, nacionales y en el extranjero, Argentina, Uruguay, Perú, Panamá, Puerto Rico y España, cosechando buenas críticas y muchos aplausos, además de recoger conocimientos y experiencias de este hermoso arte.

### Conservatorio de Música Laurencia Contreras
El Conservatorio de Música Laurencia Contreras fue fundado en Concepción en 1940. Desde enero de 1941 hasta 1985 tuvo exámenes válidos para quienes aspiraran a seguir estudios profesionales de música.
En 1986 fue donado por su fundadora, Laurencia Contreras Lema, a la Universidad del Bío-Bío, como una forma de asegurar su permanencia, proyección y la realización de un mayor número de actividades relacionadas con la formación, difusión y divulgación musical.
Originalmente, sus actividades consistieron en un Curso de Iniciación Musical Infantil (Kinder Musical), pionero en Chile, y otro de Iniciación en Piano. Los cursos de Violín, Flauta, Guitarra, Canto Lírico y Coro de Niños, se agregaron en 1974 con algunas interrupciones.
Respecto de las primeras agrupaciones del Conservatorio fueron:
El Kinder Musical y Orquesta rítmica infantil, originalmente fue dirigido por la propia Srta. Laurencia Contreras, con el tiempo fue variando pasando por su dirección la Sra. Rossana Osses Marchant, y desde 1993 hasta hoy 2016, está dirigido por la Sra. Rossana Cid Lizondo.
El Coro Infantil fue fundado en 1974 con el Prof. Eduardo Enrique Gajardo y rápidamente fue reconocido por su calidad. Algunos de sus hitos fueron la grabación de un disco en estudios Alba en Santiago en 1976 y una serie de 8 conciertos, también en Santiago, en 1981. Posteriormente, el proyecto funcionó de manera intermitente, siendo dirigido por Rossana Osses Marchant y luego por Francisco Venegas San Martín. Desde el año 2009, se retomó de manera estable, siendo dirigido hasta 2015 por Igor Concha Maass y actualmente por Marioly Inostroza Morales.
Su fundadora publicó en 1956 el "Silabario Musical", texto distintivo de este Conservatorio que hasta hoy permite iniciar a niños y niñas, desde los 4 años de edad, en la lectura y escritura musical e iniciación en instrumentos.
El Conservatorio de Música de la Universidad del Bío-Bío, a 77 años de su fundación, sigue siendo el más importante polo de educación musical preuniversitario en la Región del Bío-Bío.

### Museo Marta Colvin
En septiembre del 2011, se inauguró el Museo Marta Colvin, construido a pasos de la que fuera su casa en el Fundo "El Mono", donde actualmente se encuentra la Universidad del Bío Bío, Campus Fernando May.
El Museo muestra en su hall obras en gran formato de la Artista y en su sala principal una importante colección compuesta por esculturas, pinturas y esquemas, además de parte de las herramientas que utilizaba la Artista junto a maquetas de sus trabajos.

### Centro de Extensión

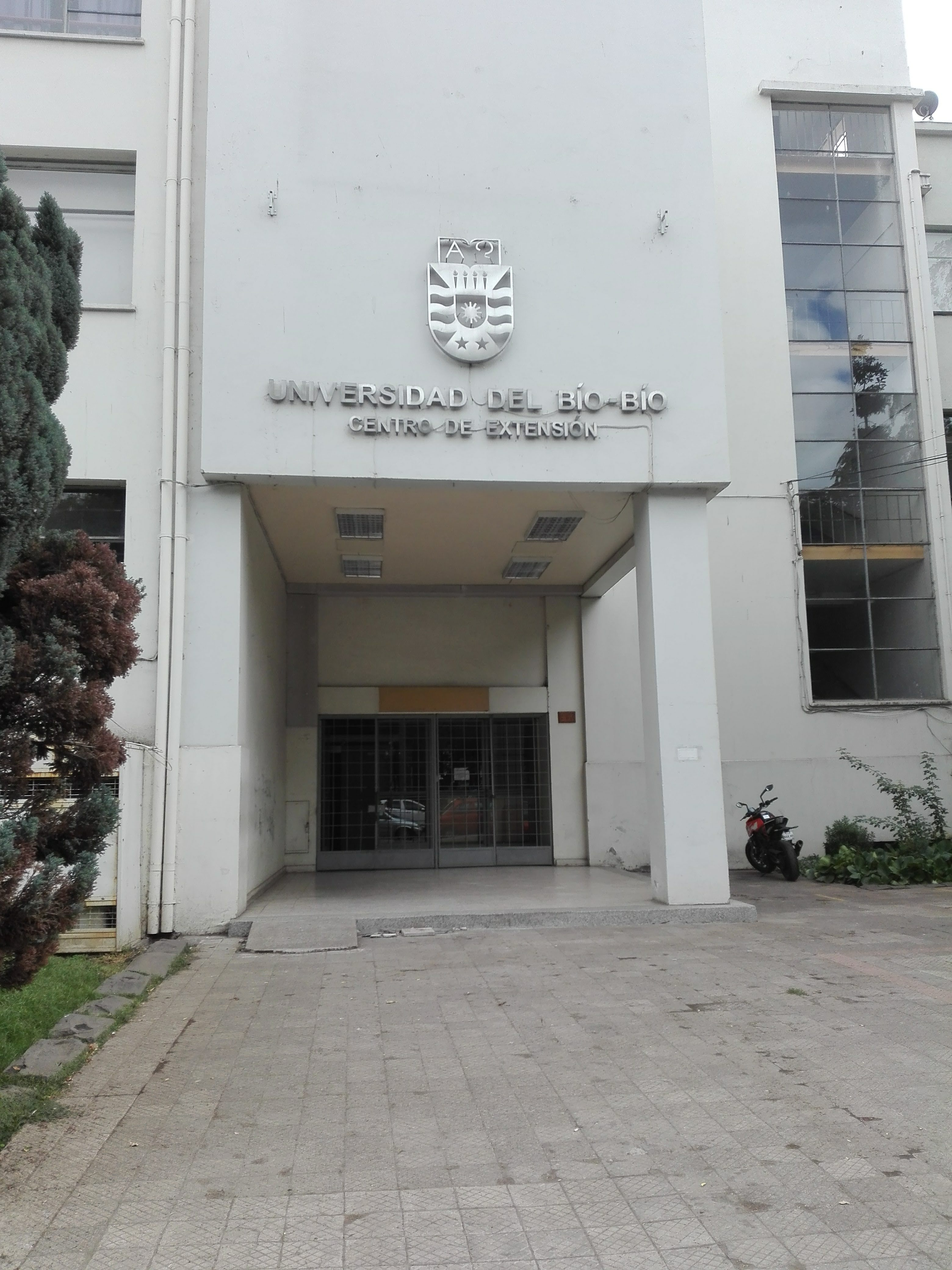
Acceso al Centro de extensión de la Universidad del Bío-Bío

El Centro de Extensión de la Universidad del Bío-Bío es un edificio emplazado en calle Dieciocho de septiembre de la ciudad de Chillán. Su uso es educacional, aunque también ha sido escenario de eventos culturales y políticos. En su interior conserva las salas Schaeffer y Andrés Bello.
El sitio antiguamente perteneció a Otto Schaeffer Hoffman, músico local quien fuera fundador de la Sociedad Musical Santa Cecilia y la Casa del Arte, esta última ante el fallecimiento del artista en 1958, quedaría en abandono hasta su compra hecha por la Universidad de Chile en 1969, cual llegada la dictadura militar chilena es transferida a la Universidad del Bío-Bío.

### Biblioteca Libre de Trabajo Social
Posterior a las movilizaciones del 2011 los estudiantes de Trabajo Social quisieron establecer un sitio donde se pudieran desarrollar intelectualmente desde la educación popular. Es por esto que el espacio anteriormente utilizado por una fotocopiadora se transformó y acondicionó para la creación de esta biblioteca.

## Centros de Investigación
El principal organismo de investigación es la Vicerrectoría de Investigación y Postgrado, la cual coordina el proceso de investigación dentro de la universidad. Los centros de investigación de la universidad y en los cuales está asociada son los siguientes.
Centro de Estudios Ñuble (CEÑ)
El Centro de Estudios Ñuble responde a las necesidades de la región en aspectos de investigación y ejecución de proyectos territoriales, a cargo de un equipo de académicos/as y profesionales que incluye especialistas de las Ciencias Sociales, Ciencias Ambientales y Economía de la Universidad del Bío-Bío',' sede Chillán.
El centro busca contribuir al desarrollo de los sectores productivos de la región de Ñuble a partir de productos académicos, formulación de proyectos y su difusión científica.
Esta actividad en torno a la investigación, permiten la articulación continua y bidireccional con agentes públicos, privados y de la sociedad civil en las 21 comunas de Ñuble.
Sus líneas estratégicas de desarrollo son:
1. Articular unidades académicas e investigadores/as de la universidad para abordar las temáticas definidas como áreas estratégicas del centro.
2. Promover una vinculación con el medio abordando problemáticas importantes para las comunidades locales, como familia, educación, género, empleo, sostenibilidad.
3. Comprometer la formación de capital humano con identidad regional vinculado a la investigación e innovación.
4. Fomentar la visibilización de la realidad de la región de Ñuble, sus habitantes y su territorio.

Centro de Estudios Urbanos Regionales (CEUR)
Es un Centro de Estudios Interdiciplinario el cual esta enfocado en el desarrollo de la región del Bío-Bío y el país en las temáticas territoriales, generando y difundiendo conocimiento a partir de la investigación aplicada.
En su fundación, en el año 1996, confluyeron la decisión institucional de crear un espacio de reflexión universitaria, que aportara al desarrollo regional, y la experiencia académica del Instituto Latinoamericano y del Caribe de Planificación Económica y Social, organismo de la CEPAL, que a través de un convenio de cooperación apoyó su creación. 
Los ejes fundamentales de su labor se relacionan con:
| - Educación y Territorio - Desarrollo Económico y Competitividad Territorial - Ciencia y Tecnología - Interculturalidad, Desarrollo con Identidad Cultural y Estudios Étnicos Territoriales - Planificación Estratégica y Prospectiva Territorial. |

Centro de Investigación en Informática Educativa (CIDCIE)
En él se estudian los fenómenos personales, sociales y estructurales que se desarrollan dentro de las aulas.
Las principales líneas de investigación son:
- Clima de Aula y Convivencia
- Calidad y sus Indicadores
- Procesos de Segmentación Socio-Educativa
- Calidad Educativa del Hogar y Compromiso Parental
- Intervención y Agentes
- Apropiación Tecnológica
- Comunidades Virtuales de Aprendizaje y Socialización.[47]

Centro de Investigación en Tecnologías de la Construcción (CITEC)
Este centro esta ligado al investigación, desarrollo y transferencia tecnológica en áreas de las ciencias y tecnologías de la construcción. Deriva del trabajo que viene realizando un grupo de investigación desde la década de los 80 y el Proyecto Innova Chile de fortalecimiento institucional para la I+D. Proyecto que permitió al grupo de investigación ampliar y enriquecer su oferta de servicios y constituirse el año 2010 como Unidad de Desarrollo y Transferencia Tecnológica.
Durante los últimos años han desarrollado numerosos trabajos de investigación y desarrollo del tipo Fondecyt, Fontec, Fondef, Innova Bío-Bío, Innova Chile y otros, con resultado desarrollo de nuevos productos y servicios puestos en el mercado, patentes y publicaciones.
A partir de septiembre del año 2009 el CITEC figura en el Registro de Centros de Investigación de la CORFO como “Entidad inscrita en el Registro de Centros para la realización de actividades de investigación o desarrollo para fines de la Ley de Incentivo Tributario a la Inversión Privada en Investigación o Desarrollo”. 
Áreas de trabajo:
- Física de la Construcción
- Sistemas y Procesos Constructivos

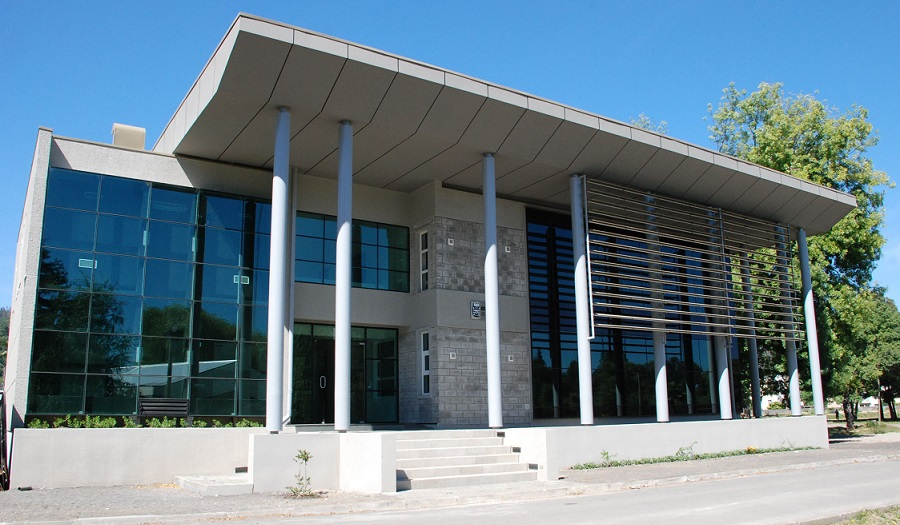
CITEC

- Arquitectura y Construcción Sustentable
- Eficiencia Energética
- Ingeniería Estructural
- Inspección Técnica de Obras de Edificación.[48]

Centro de Biomateriales y Nanotecnología (CBN)
Este centro se dedica al estudio avanzado de biomateriales.
Áreas de investigación:
- Nanocaracterización de Materiales
- Productos de Ingeniería
- Materiales Compuestos.[49]

Centro de Investigación y desarrollo en Ciencia y Tecnología de los Alimentos (CIDECYTA)
Fue creado en el año 2010 y su especialidad es la ingeniería, tecnología, bioprocesos en alimentos y la seguridad e inocuidad de éstos.Esta unidad está dentro del registro de Centros de Investigación I+D de CORFO, lo cual permite que las empresas contratantes de actividades de I+D puedan acceder a beneficios tributarios.
El centro cuenta con experiencia en proyectos de investigación e I+D presentados y adjudicados en instituciones como Fondecyt, Fondef, Innova Bío-Bío, JUNAEB.  Esta unidad ha elaborado más de 50 publicaciones ISI, Capítulos de libros y proceedings.
Desarrolla asistencias técnicas a diferentes empresas de la zona en análisis microbiológicos, de aguas y otros, Además actúa en coordinación con las capacidades del Laboratorio de Experimentación, Certificación y Control de Calidad (LECYCA).
Centro Departamento de Ingeniería en Maderas
Áreas de investigación:
- Ciencia y Tecnología de la Madera
- Industria Primaria y Secundaria de la Madera
- Ensayos y Análisis no Destructivos
- Modelación y Simulación de Procesos de Secado
- Protección de la Madera.[51]

Centro Wageningen UR Chile
La Universidad se encuentra asociada a este centro de origen neerlandés el cual se enfoca en la innovación de alimentos.
Laboratorio de Química Aplicada y Sustentable (LabQAS)
El Laboratorio de Química Aplicada y Sustentable LabQAS de la Universidad del Bío-Bío (UBB) ubicado en Campus Concepción, tiene las competencias y habilidades para investigar las diversas áreas de las ciencias químicas.
Sus líneas de investigación están dirigidas en ampliar el conocimiento científico a nivel fundamental y aplicado, con orientaciones biotecnológicas, para la formación de capital avanzado y transferencia a la sociedad, contribuyendo a la resolución de problemas de forma flexible y apropiada. También cuenta con una línea de investigación de Biomateriales en colaboración con el Departamento de Diseño Industrial.
Las actividades realizadas en el LabQAS, involucran una comprensión profunda del conocimiento científico elemental y de tecnología avanzada, en el campo de la química analítica, orgánica, inorgánica, ambiental y física, así como la interdisciplina de las ciencias biológicas, bioquímicas, ingenierías, oceanográficas y geográficas.
Centro de Investigación de Polímeros Avanzados (CIPA)
Es un Centro de Investigación Regional creado por la Universidad del Bío-Bío, Universidad de Concepción, el Gobierno Regional del Biobío y CONICYT con el propósito de desarrollar conocimiento en el desarrollo y transformación de polímeros, considerado un ámbito estratégico que aporta transversalmente a sectores relevantes para la economía regional y nacional.
Áreas de Investigación:
- Aplicación en la agroindustria y el área médica
- Remoción de especies contaminantes
- Valorización tecnológica.[55]

## Académicos y académicas destacados
- Alejandro Bancalari, historiador romanista, miembro de la Academia Chilena de la Historia.
- Luis Rojas Donat, historiador medievalista destacado a nivel mundial.
- Mauricio Rojas Gómez, historiador.
- Cristian Leal Pino, historiador.
- Jaime Rebolledo Villagra, Doctor en Geografía
- Juan Gabriel Araya, escritor y miembro de la Academia Chilena de la Lengua.[56]
- José Luis Ysern de Arce, psicólogo y sacerdote católico
- Marco Aurelio Reyes, historiador
- Patricia Troncoso, activista
- Roberto Goycoolea, arquitecto, Premio Nacional de Arquitectura.
- Sergio Baeriswyl, arquitecto, Premio Nacional de Urbanismo.
- Sergio Hernández, poeta
- Marcela Vidal, herpetóloga

## Egresados destacados

### Arquitectura, Construcción y Diseño
- Antonia Saelzer
- Hanne Utreras
- Héctor Gaete Feres
- Krist Naranjo

### Ciencias
- Marcela Vidal

### Ingeniería
- Ignacio Fica Espinoza
- Raúl Súnico

### Ciencias Empresariales
- Gustavo Sanhueza
- Rodrigo Peñailillo

### Educación y Humanidades
- Óscar Crisóstomo
- María Soledad Tohá
- Sergio Zarzar